# قلعة سلالة هو
قلعة سلالة هو (بالإنجليزية:Citadel of the Hồ Dynasty) هي قلعة تقع في مقاطعة ثانه هوا، فيتنام، على بعد 150 كيلومترا إلى الجنوب من هانوي.  سميت باسم «سلالة هو» وهي السلالة التي حكمت شمال فيتنام من عام 1400-1406م.
بنيت القلعة عام 1395م، لحماية المنطقة من هجوم سلالة مينغ الصينية الحاكمة . وفي يوليو 2011، أصبحت ضمن قوائم التراث العالمي (اليونسكو).

## معرض صور

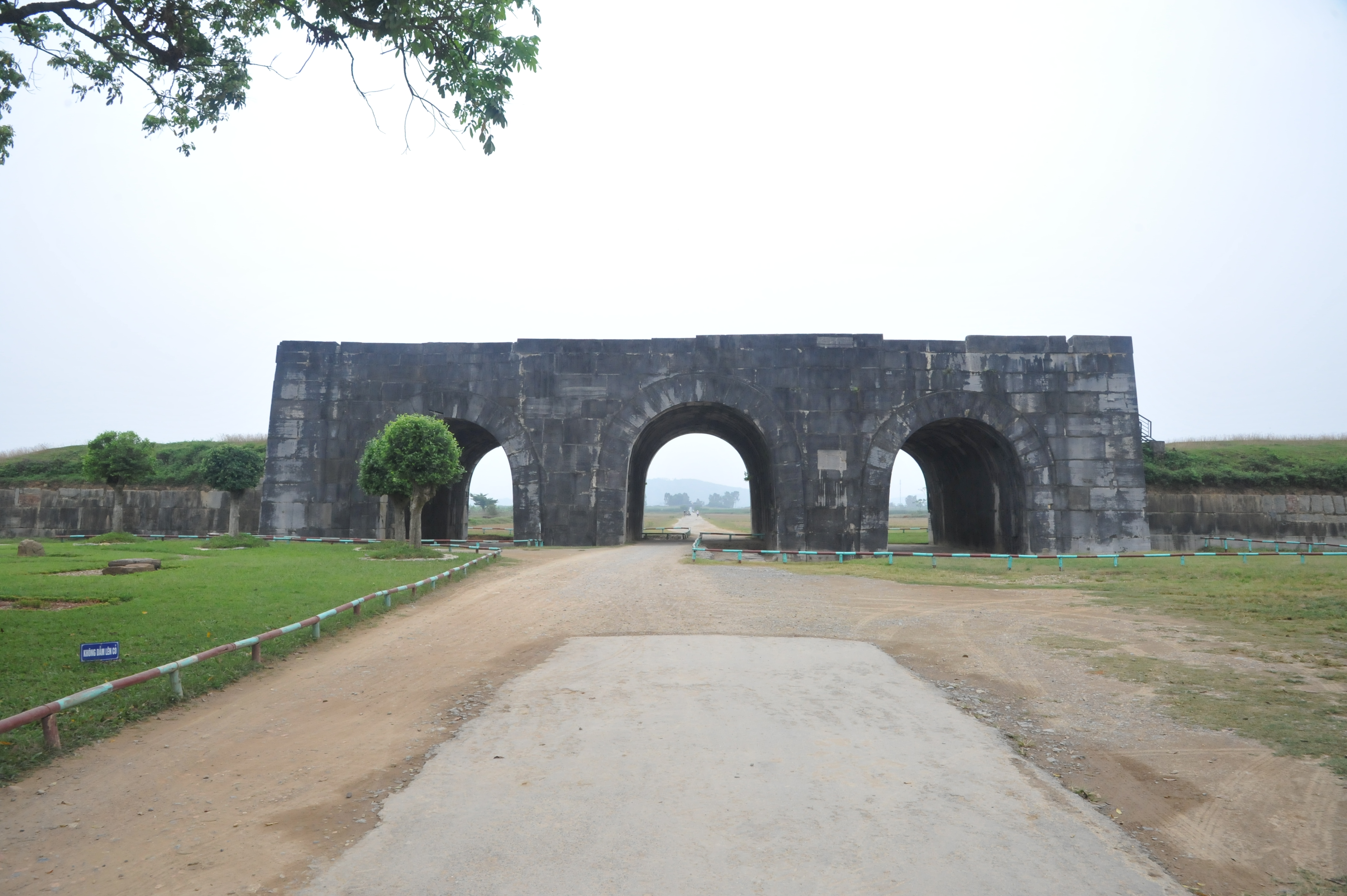
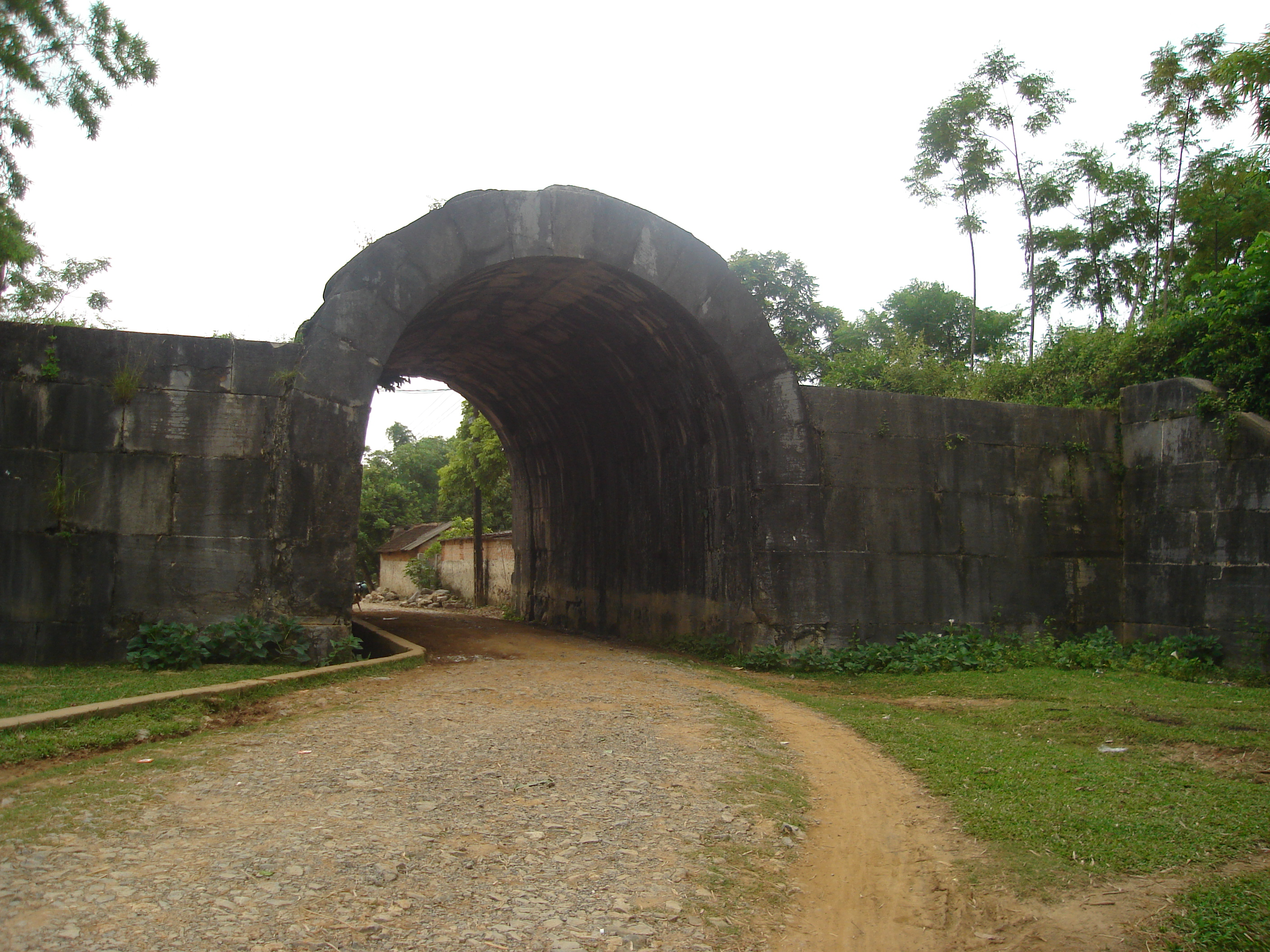
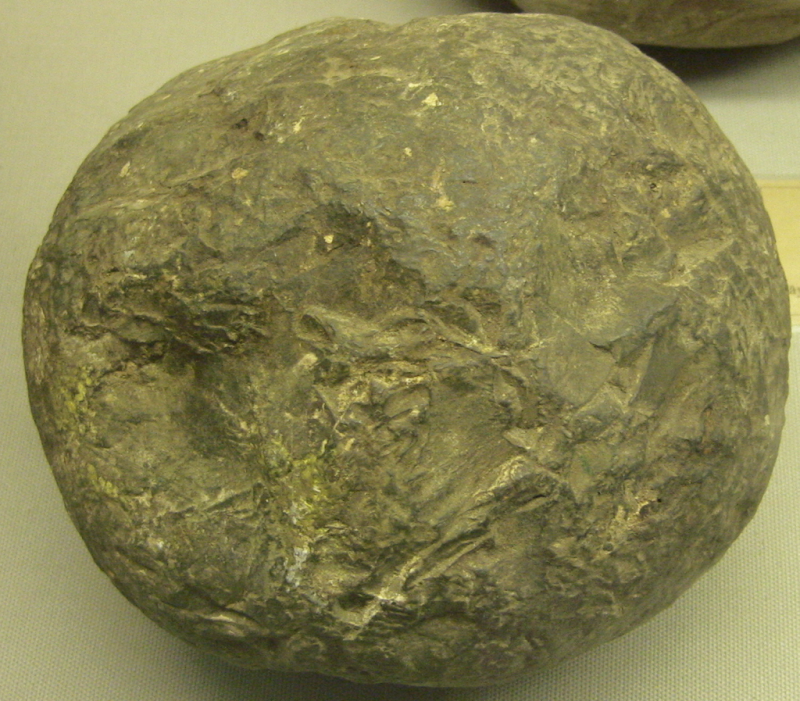
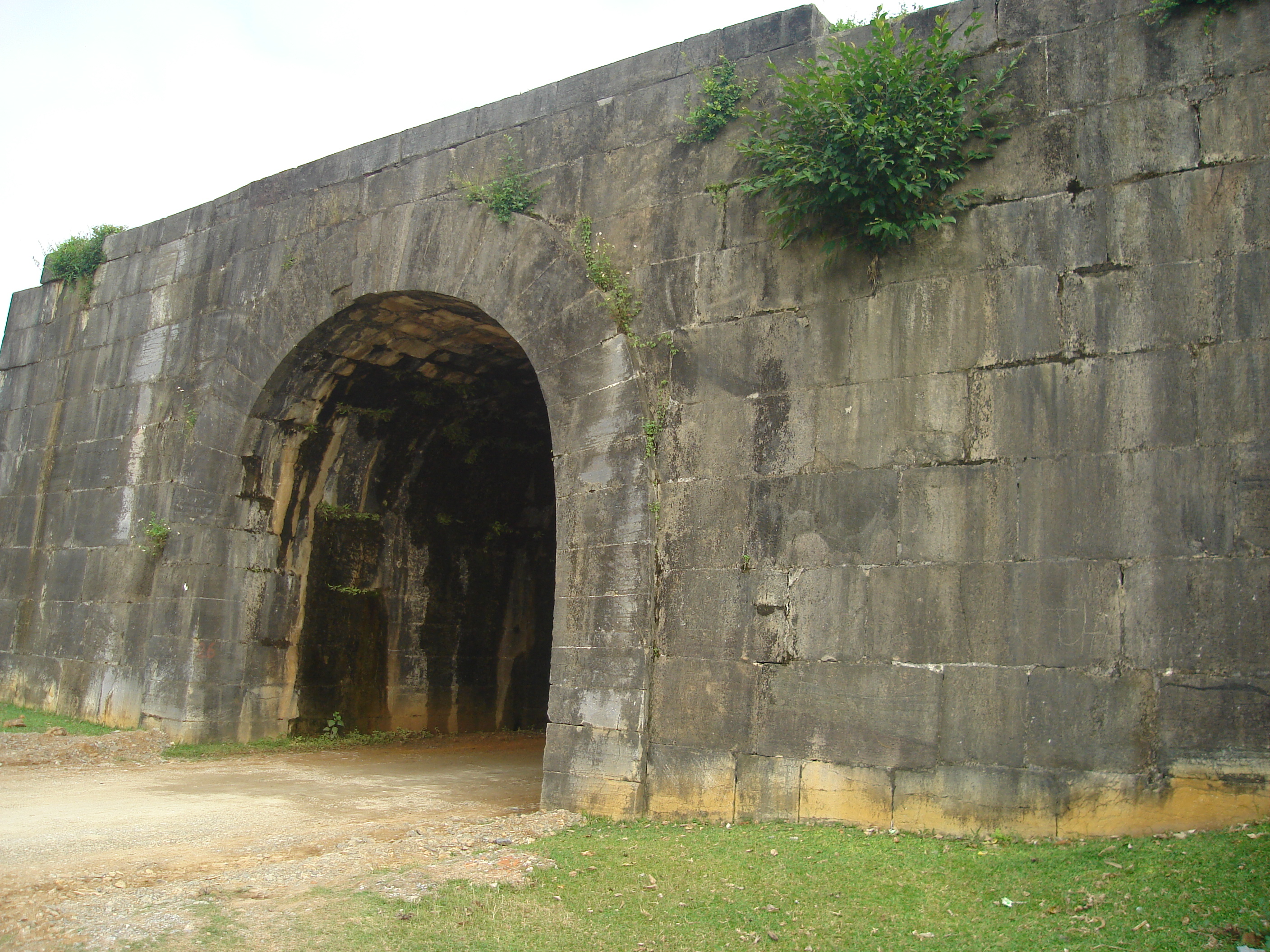